# Vila Nova de Foz Côa (freguesia)
Vila Nova de Foz Côa is een plaats (freguesia) in de Portugese gemeente Vila Nova de Foz Côa en telt 3300 inwoners (2001).